# アメリカン・イディオット (ミュージカル)
『アメリカン・イディオット』（American Idiot）は台詞は全て歌で構成される一幕物のミュージカル。パンク・ロック・バンドのグリーン・デイのロック・オペラ・アルバム『アメリカン・イディオット』の舞台化。2009年、バークレー・レパートリー・シアターでの上演後、ブロードウェイのセント・ジェイムス劇場にて2010年3月24日、プレビュー公演が開始され、2010年4月20日、正式に公開され、422公演上演後2011年4月24日に閉幕。基本的にグリーン・デイのメンバーは出演しないが、ヴォーカル兼ギタリストのビリー・ジョー・アームストロングがセント・ジミー役で時々出演していた。
コンセプト・アルバム『アメリカン・イディオット』から展開されたストーリーは、不満を抱く若者のジョニー、ウィル、タニーの3人に焦点を合わせる。ジョニーとタニーは抑圧された郊外の生活や親の干渉から逃げ、一方ウィルは妊娠しているガールフレンドとの関係がうまくいくように街に残ることとなった。ジョニーとタニーは人生の意味を探し、自由や都会の興奮を求めていた。タニーはすぐに都会での生活を諦め、軍に入り戦地に向かう。ジョニーは反発心を持ち、人間関係を築き、失恋を経験する。
脚本はアームストロングと演出のマイケル・メイヤーが担当。音楽はグリーン・デイの作曲でアームストロングの作詞による。曲はアルバム『アメリカン・イディオット』の他、アルバム『21世紀のブレイクダウン』の収録曲、「アメリカン・イディオット」のB面、「When It's Time」などが追加された。
評価は賛否両論であった。音楽や作品のエネルギーは評価されたが、感情の深さに欠けると批判された。2010年トニー賞でクリスティン・ジョーンズがミュージカル装置デザイン賞、ケヴィン・アダムスがミュージカル照明デザイン賞を受賞し、ミュージカル作品賞にノミネートされた。2011年2月13日、グラミー賞の最優秀ミュージカル・ショー・アルバム賞を受賞。

## あらすじ
現代のアメリカ、ジングルタウン。郊外の若者達はあまり幸せそうではなく、テレビをただだらだらと見ているだけ。一般教書演説にうんざりし、欲求不満を爆発させる(『アメリカン・イディオット』)。そのうちの1人、ジョニーは友人ウィルを哀れむ(『ジーザス・オブ・サバービア』)。別の友人タニーは2人のパーティに合流し、ビールがなくなり地元のセブン-イレブンでもっとビールを買ってくるよう指示。タニーは人生で何もすることがないし、どこにも行くところがないと言う(『City of the Damned 』)。彼らはいらいらし、ジョニーは友人に婚約をけしかける(『I Don't Care 』)。ウィルのガールフレンドのヘザーがやって来る。彼女は妊娠しているが、どうしたらいいのかわからない(『Dearly Beloved 』)。ジョニーは田舎から抜け出したく、借金をし都会行きの3人分のバス乗車券を購入。出発直前、ヘザーはウィルに妊娠を告げる。彼はとどまるしかなかった(『Tales of Another Broken Home 』)。ジョニーとタニーは他の疲弊した若者達と共に都会へ向かう(『ホリデイ』)。
ジョニーは都会の街をぶらつき、アパートの窓に見た女性に恋をする(『ブールヴァード・オブ・ブロークン・ドリームス』)。タニーは都会に馴染めず、テレビで見た軍隊のコマーシャルに興味を示す(『Favorite Son 』)。タニーは自分達の世代は都会の輝く光りでさえも感覚に麻痺し、何事にも無感動であると認識していた(『Are We the Waiting 』)。そして彼は軍隊に入隊。
欲求不満のジョニーは反抗的な薬物の売人のセント・ジミーと出会い、初めてヘロインを打つ(『St. Jimmy 』)。ジングルタウンではウィルはガールフレンドのお腹が大きくなっていくのにただカウチに座ってビールを飲み、解放されることを願った。一方タニーは紛争地帯に配属され、すぐに撃たれて負傷する(『Give Me Novacaine 』)。
ジョニーはアパートの窓に見たワッツァーネイムと呼ぶ女性と一夜を共にした。彼は彼女に心を奪われ一緒になりたかったが、セント・ジミーは他のプランを提供する(『ラスト・オブ・ジ・アメリカン・ガールズ』/『She's a Rebel 』)。ジョニーとワッツァーネイムはクラブへ行き、一緒に薬物を打ち情熱的な夜を過ごす。この頃、ウィルとヘザーの娘が生まれようとしており、ヘザーが娘の将来を楽しみにする一方ウィルは次第に無関心になっていく(『Last Night on Earth 』)。
ヘザーはウィルがマリファナと酒に溺れ無気力になっていることにうんざりしていた。ウィルの反対に関わらず彼女は子供を生み、出て行った(『Too Much, Too Soon 』)。同時期、陸軍病院に入院していたタニーは絶望し(『Before the Lobotomy 』)、戦争中の幻覚を見るようになっていた。彼はこの病院の看護士はバレエのようなダンスを踊る(『Extraordinary Girl 』)。彼はすぐに彼女に恋に落ちた。彼の幻覚は消え、同僚と共に退院する(『Before the Lobotomy 』リプライズ)。
ジョニーはワッツァーネイムが寝ている間、彼女への愛の深さを表現する(『When It's Time 』)。薬物への誘惑にかられる。ジミーはジョニーに対し異常に強要するようになり、最終的にワッツァーネイムをナイフで脅迫する(『ノウ・ユア・エナミー』)。ワッツァーネイムはジョニーの行動について話そうとする時、エクストラオーディナリー・ガールはタニーの傷に包帯を巻き、ウィルは一人でカウチに座っていた(『21ガンズ』)。ジョニーはワッツァーネイムに、彼女よりもジミーと薬を選ぶと書き残した。ワッツァーネイムは怖いと同時に呆れ、ジョニーに対し彼は『Jesus of Suburbia 』ではなく、セント・ジミーは父親の情熱と母親の愛の創造物でしかないと言う(『Letterbomb 』)。彼女は彼のもとを去る。
ワッツァーネイムが去ったことで傷ついたジョニーは良い日が来ることを待ち望み、タニーは家が恋しくなり、ウィルは失った物全てを後悔していた(『ウェイク・ミー・アップ・ホウェン・セプテンバー・エンズ』)。セント・ジミーはジョニーに最後の誘惑をかけるが、セント・ジミーの隠喩的自殺により、ジョニーのジミーへの忠誠心はなくなった(『The Death of St. Jimmy 』)。ジョニーは立ち直りデスク・ワークの職を得るが、すぐに都会暮らしが性に合わないことに気付く(『East 12th Street 』)。テレビを眺めている孤独なウィルは自分は落伍者だと嘆く(『Nobody Likes You 』)。彼は最終的にカウチを離れると、ヘザーが新しいボーイフレンドのロックスターと現れる(『Rock and Roll Girlfriend 』)。ウィルは彼らから逃げるようにセブン-イレブンに行き、驚いたことにそこでジョニーを見つける。ジョニーは帰宅のバス乗車券を買うために自分のギターを売った。タニーは戦地からエクストラオーディナリー・ガールと共に戻ってきた。タニーは友人達をエクストラオーディナリー・ガールに紹介し、ジョニーは彼がグループを抜けることに激怒したが、すぐに彼を許し抱擁した。ヘザーとボーイフレンドがやって来て、ウィルに赤ん坊を抱かせた。1年間会っていなかった他の友人達が3人に挨拶するため集まってきた(『We're Coming Home Again 』)。1年後、ジョニーは愛のない人生を嘆くが、彼の人生を定義する情熱と愛の間でもがくことを受け入れる。これにより生きる希望を見出していく(『Whatsername 』)。
カーテンコールの際、出演者はギターを持ち演奏する(『グッド・リダンス (タイム・オブ・ユア・ライフ)』)。

## 登場人物
ジョニー、ウィル、ヘザー、ワッツァーネイム、エクストラオーディナリー・ガール、タニー、セント・ジミーの7人が主要キャストである。
- ジョニー - ジーザス・オブ・サバービアとして知られ、この物語の主要キャストの中でも最も主要な主人公である。ニヒリズム、薬物乱用そして失恋を経験するなど冒険的な旅の話の展開に関わる。バークレーおよびブロードウェイ公演でトニー賞を受賞したジョン・ギャラガー・Jrが演じた[2]。ギャラガー降板後、それまで主要3役の代役であったヴァン・ヒューズがこの役を演じることとなり、最初の全米ツアー公演にも出演。

- ウィル - ジョニーの親友の1人。ガールフレンドのヘザーが妊娠を告げるまで、仲間と共に街を出るつもりであった。街にとどまったウィルは絶望感から酒と薬物に溺れる。バークレーおよびブロードウェイ公演でマイケル・エスパーが演じた[2]。エスパー降板後、『アメリカン・アイドル』シーズン1出身のジャスティン・グアリーニが演じた[3]。『Degrassi 』に出演していたジェイク・エスタインが全米ツアー公演に出演。

- タニー - ジョニーの親友の1人。ジョニーと共に都会に出るが、すぐに軍隊に入り戦地へと赴く。タニーは重傷を負い、片足をなくす。リハビリの最中、看護士のエクストラオーディナリー・ガールと恋に落ち、話の最後には一緒に帰郷する。バークレー公演ではマット・キャプランが[2]、ブロードウェイ公演ではスターク・サンズが演じた。サンズ降板後、デイヴィッド・ラーセンが演じた。スコット・J・キャンベルが全米ツアー公演に出演。

- ワッツァーネイム - 名のない魅力的な若い女性で、ジョニーの楽しみ探しの旅に加担し薬物に手を出す。2人の関係はお互いをだめにすると悟り、彼のもとを去る。バークレーおよびブロードウェイ公演ではレベッカ・ナオミ・ジョーンズが演じた。ガブリエル・マクリントンが全米ツアー公演に出演[1][2]。

- ヘザー - ウィルの妊娠しているガールフレンド。無計画な妊娠によりウィルは街に残ることを余儀なくされる。彼女はウィルのもとを去り、子供を育てるため他の男性と付き合い始め、ウィルの荒涼とした人生とは対照的な明るい人生を見つけ出す。バークレーおよびブロードウェイ公演ではメアリー・フェイバーが演じた[2]。ブロードウェイ公演の最中、ジェンナ・ド・ウォールと交代。ブロードウェイ公演でヘザーの代役であったレスリー・マクドネルが全米ツアー公演に出演[1]。

- エクストラオーディナリー・ガール - 戦争で負傷したタニーを担当した看護士。タニーの夢や幻覚にも登場。2人は恋に落ち、戦争後2人で帰郷する。バークレーおよびブロードウェイ公演ではクリスティーナ・セイジャスが演じた[2]。セイジャス降板後、アンサンブル・メンバーでエクストラオーディナリー・ガールの代役であったリビー・ウィンターズが演じた。ニッキー・クラスペルが全米ツアー公演に出演[1]。

- セント・ジミー - 向こう見ずな薬物売人であるが、後に薬物で混乱したジョニーの自我の表れであったと表現される。バークレーおよびブロードウェイ公演ではトニー・ヴィンセントが演じた[1][2]。この役はロック・アーティストによって演じられ、この作品は彼らのブロードウェイ・デビュー作ともなった。2010年9月27日から10月3日までビリー・ジョー・アームストロングはトニー・ヴィンセントの代役となり、2011年1月にヴィンセントが降板すると2ヶ月間本役となった。2011年2月1日から6日までメリッサ・エスリッジがアームストロングの代役となった[4]。アームストロング降板後、2011年3月1日からAFIのデイヴィー・ハヴォックが演じた[5]。2011年4月5日から終演の24日までアームストロングが再演。セント・ジミーの代役だったジョシュア・コダックが全米ツアー公演に出演。

## 背景
2000年、グリーン・デイはアルバム『ウォーニング』を発表した。The Village Voice の音楽評論家ロバート・クリスゴーは、『ウォーニング』とその前のアルバム『ニムロッド』とを比較して「(ビリー・ジョー・アームストロングは)一人称を使用することをやめた。架空の人物を創造している。自身は左派リベラル系の代弁者に作り上げている」と評した。クリスゴーはまた舞台の作詞作曲コンビであるクルト・ヴァイルとベルトルト・ブレヒトの「かすかな匂い」を指摘した。三人称を用いた作詞の傾向は続き、2004年の『アメリカン・イディオット』として結実する。最初に書いた曲はタイトル曲『アメリカン・イディオット』であった。
ある日、ベーシストのマイク・ダーントは30秒の曲のレコーディングのためスタジオにいた。アームストロングは同じことをしたいと決意し、ドラマーのトレ・クールも合流した。アームストロングは「もっといい曲を作ろうとするうちにみんな真剣になっていった。そうした30秒の短い曲をつなげていくうちに、何かが完成したんだ」と回想している。これらの曲は組曲『Homecoming 』となり、続けて別の組曲『ジーザス・オブ・サバービア』を書きあげた。
そうして書きあげられた曲は、アメリカ同時多発テロ事件以降の時代を反映したコンセプトアルバムとしてまとめられた。彼らはザ・フーのコンセプト・アルバムから着想を得て『ロッキー・ホラー・ショー』、『ウエスト・サイド物語』のようなミュージカル、またコンセプト・アルバムから舞台化された『ジーザス・クライスト・スーパースター』を参考にした。アームストロングは「舞台化するか、自分達で映画か何かを作るか…映画のスコアを作るような感じで考えていた」と語っている。
演出家のマイケル・メイヤーはこのアルバムを聴き、舞台化への関心を持った。メイヤーはグリーン・デイにコラボレーション企画をもちかけ、グリーン・デイはメイヤーと組むことに同意した。彼らはメイヤーの初期作品『春のめざめ』を観て、メイヤーが自由にこの作品に取り組めるようはからった。グリーン・デイの過去作品からも曲が使用されたが、メイヤーはさらにごくわずかな台詞を追加した。しかし彼は曲や歌詞に十分に表現力を持っていると思い直し、バークレー版にはあった台詞をブロードウェイ公演では一部カットしている。

## 公演歴

### バークレー試験興行
2009年9月4日からプレヴュウ公演、15日から本公演がバークレー・レパートリー・シアターで上演された。劇場史上最高の興行収入を上げ、2009年11月15日、2回の追加公演を行なった。ジョニー役にジョン・ギャラガー・Jr、タニー役にマット・キャプラン、ウィル役にマイケル・エスパー、セント・ジミー役にトニー・ヴィンセント、ワッツァーネイム役にレベッカ・ナオミ・ジョーンズ、ヘザー役にメアリー・フェイバー、エクストラオーディナリー・ガール役にクリスティーナ・セイジャスが配役された。

### ブロードウェイ公演
2010年3月24日からプレヴュウ公演、4月20日から本公演がブロードウェイのセント・ジェイムス劇場で上演された。タニー役がマット・キャプランからスターク・サンズに交代した以外、配役はバークレー公演と同じ。製作費用は800万ドルから1,000万ドルとの噂がある。公演が開始されて6ヶ月後、ニューヨーク・タイムズによるとこの公演は「まだ利益を生むにはほど遠い」と報じられた。
音楽監督および編曲はバークレー公演、ブロードウェイ公演双方共トム・キット。プロデューサーはアイラ・ピッテルマンとトム・ハルス。ブロードウェイ公演ではこの2人に加え『ア・レーズン・イン・ザ・サン』、『アダムス・ファミリー』のヴィヴェク・ティウォリーが参加。製作チームは『春のめざめ』とほぼ同じで、マイケル・メイヤー演出、クリスティン・ジョーンズ舞台美術、ケヴィン・アダムス照明デザイン。ローレンス・オリヴィエ賞受賞者のスティーヴン・ホゲット振付。アンドレア・ロウアー衣装デザイン、ブライアン・ロナン第二衣装デザイン。
2010年9月26日、アームストロングはグリーン・デイ公式Twitterアカウントに、9月28日から10月3日まで彼がセント・ジミー役で出演すると記入。この告知によりセント・ジェイムス劇場のチケット売り上げは急激に伸びた。アームストロングが出演した1週間のチケット売り上げは77%上昇、平均チケット価格は22%上昇、総売り上げは前週と比較して127%上昇した。セント・ジミー役のトニー・ヴィンセントが個人的事情により降板し、アームストロングが出演することとなり、その後はセント・ジミーの代役のアンドリュー・コールとジョシュア・コダックが演じることとなった。11月30日、プロデューサーはアームストロングが2011年1月1日から2月27日までの50公演にセント・ジミー役で出演することを発表。
アームストロングの出演は、公演のプロモーションを支援するために行なわれた。このプロモーションの一環として、2010年1月30日、グリーン・デイと共にグラミー賞授賞式でパフォーマンスをした。アームストロングがセント・ジミーを演じたのに加え、シンガーソングライターのメリッサ・エスリッジが2011年2月1日から6日まで、オルタナティヴ・ロック・バンドのAFIのデイヴィー・ハヴォックが3月1日から15日までセント・ジミー役を演じた。
アームストロングのセント・ジミー役降板後はチケットの売上も低下し、ニューヨーク・タイムズは閉幕が近いだろうと予測した。最終的に27プレヴュウ公演、421本公演を終え、2011年4月24日閉幕することとなった。アームストロングは最後の3週間セント・ジミー役で出演。

### ツアー公演
2011年2月11日、2011年12月28日のカナダのトロントでの公演を皮切りに全国ツアーを行なうことを発表。最初のツアーの出演者はジョニー役にヴァン・ヒューズ、ジェイク役にジェイク・エスタイン、タニー役にスコット・J・キャンベル、ヘザー役にレスリー・マクドネル、ワッツァーネイム役にガブリエル・マクリントン、エクストラオーディナリー・ガール役にニッキー・クラスペル、セント・ジミー役にブロードウェイ公演で代役であったジョシュア・コダックが配役された。アンサンブルはタリア・アーロン、クリスティーナ・アラバド、ガブリエル・アントナッチ、ラーキン・ボーガン、ジェニファー・ボウルズ、マット・ディーンジェリス、ダン・グリーソン、ケルヴィン・ムーン・ロウ、トミー・マクダウェル、ジリアン・ミューラー、オキエレット・オナオドワン、ジェイラン・ミューズ(フェイヴァリット・サン役)、ヴィンス・オッド。2012年夏、俳優労働組合は2度目の全米ツアー公演に着手した。
2011年12月1日、2012年秋にイギリスおよびアイルランドでツアー公演を行なうことを発表。このツアーではマンチェスター、サウサンプトン、カーディフ、エディンバラ、グラスゴー、ダブリン、バーミンガム、ロンドンで公演を行なった。ジョニー役にアレックス・ニー、ウィル役にケイシー・オファレル、タニー役にトーマス・ヘトリック、ヘザー役にケネディ・コウゲル、ワッツァネイム役にアリッサ・ディパルマ、エクストラオーディナリー・ガール役にジェンナ・ルバイ、セント・ジミー役にトレント・サンダースが配役された。アンサンブルはオウリー・セイロン、カーソン・ヒギンス、アントウォーン・ホリー、ダニエル・C・ジャクソン、ブランドン・カーム、ジョン・クラウス、アリソン・モルーニー、ターナー・ルース・ジュニア、ジャマル・シュライア、ダスティン・ハリス・スミス、アシュリー・トビアス、チェルシー・タービン、ジェアド・ヤング(フェイヴァリット・サン役)。2012年10月9日、サウサンプトンのメイフラワー劇場でスタートし、12月16日、ロンドンのハマースミス・アポロで終了。
2013年2月19日、ペンシルベニア州ピッツバーグのハインツ・ホール公演から全米ツアー開始。6月11日から16日、ネバダ州ラスベガスのスミス・センターでアメリカ国内のツアーは終了し、8月7日から18日に東京国際フォーラムで来日公演が行なわれ、その後9月5日から22日まで韓国で上演される。

## 楽曲
全曲グリーン・デイのアルバム『アメリカン・イディオット』、B面、アルバム『21世紀のブレイクダウン』の曲が使用されている。公演は生演奏で上演される。
- アメリカン・イディオット American Idiot – カンパニー
- ジーザス・オブ・サバービア Jesus of Suburbia
  - Jesus of Suburbia – ジョニー,  ウィル
  - City of the Damned – タニー, ジョニー, ウィル,  カンパニー
  - I Don't Care – ジョニー, ウィル, タニー,  カンパニー
  - Dearly Beloved – ヘザー,  男性達
  - Tales of Another Broken Home – ジョニー, ウィル, タニー, ヘザー,  カンパニー
- ホリデイ Holiday – ジョニー, タニー, テオ,  カンパニー
- ブールヴァード・オブ・ブロークン・ドリームス Boulevard of Broken Dreams – ジョニー, ワッツァーネイム, タニー,  男性達
- Favorite Son – フェイヴァリット・サン,  女性達
- Are We the Waiting – タニー, フェイヴァリット・サン,  カンパニー
- St. Jimmy – ジョニー, ミゲル, デクラン, テオ, セント・ジミー,  カンパニー
- Give Me Novacaine – ウィル, タニー,  カンパニー
- ラスト・オブ・ジ・アメリカン・ガールズ Last of the American Girls/She's a Rebel – ジョニー, ワッツァーネイム, ジェラルド, チェイス, セント・ジミー,  カンパニー
- Last Night on Earth – セント・ジミー, ワッツァーネイム, ヘザー,  カンパニー
- Too Much Too Soon – テオ, アリーシャ, ウィル,  ヘザー
- Before the Lobotomy – タニー, ジョシュア, ベン,  チェイス
- Extraordinary Girl – エクストラオーディナリー・ガール, タニー,  カンパニー
- Before the Lobotomy (Reprise) – タニー, ジョシュア, ベン,  チェイス
- When It's Time – ジョニー
- ノウ・ユア・エナミー Know Your Enemy – セント・ジミー, ウィル, ジョニー,  カンパニー
- 21ガンズ 21 Guns – ワッツァーネイム, エクストラオーディナリー・ガール, ヘザー, タニー, ジョニー, ウィル,  カンパニー
- Letterbomb – ワッツァーネイム, 女性達
- ウェイク・ミー・アップ・ホウェン・セプテンバー・エンズ Wake Me Up When September Ends – ジョニー, ウィル, タニー,  カンパニー
- Homecoming
  - The Death of St. Jimmy – セント・ジミー  ジョニー
  - East 12th St. – ジョニー, テオ, ジェラルド,  カンパニー
  - Nobody Likes You – ウィル  カンパニー
  - Rock and Roll Girlfriend – ミゲル, ヘザー, ウィル,  カンパニー
  - We're Coming Home Again – ジョニー, タニー, ウィル,  カンパニー
- Whatsername – ジョニー  カンパニー
- グッド・リダンス (タイム・オブ・ユア・ライフ) Good Riddance (Time of Your Life) – カンパニー

2009年12月3日、Spinner.comで『21ガンズ』のミュージカル・キャスト版が発売された。この版はビリー・ジョー・アームストロングと共にクリスティーナ・セイジャス、レベッカ・ナオミ・ジョーンズ、メアリー・フェイバー、スターク・サンズおよび他のキャストが出演している。他の版はジョン・ギャラガー・Jr、マイケル・エスパー、スターク・サンズがアームストロングのパートを歌っている。2010年1月30日、第52回グラミー賞でグリーン・デイとミュージカル出演者が共演し演奏した。
2010年4月10日、『American Idiot: The Original Broadway Cast Recording 』が発表された。このアルバムにはミュージカル使用曲全曲と、グリーン・デイによる新曲『When It's Time 』が収録されている。このアルバムは第53回グラミー賞で最優秀ミュージカル・ショー・アルバム賞を受賞した。

## 受賞歴
ミュージカル『アメリカン・イディオット』は計20回ノミネートされ、6回受賞した。2010年4月30日のトニー管理委員会の会議において、『アメリカン・イディオット』のスコアが舞台のために作曲された曲が半分に満たないとしてオリジナル・スコア賞のノミネート資格がないと判断された。

### オリジナル・ブロードウェイ公演
| 年   | 賞                       | カテゴリー                             | ノミネート者                           | 結果       |
| ---- | ------------------------ | -------------------------------------- | -------------------------------------- | ---------- |
| 2010 | ドラマ・デスク・アワード | 最優秀ミュージカル作品賞               | 最優秀ミュージカル作品賞               | ノミネート |
| 2010 | ドラマ・デスク・アワード | 最優秀ミュージカル演出賞               | マイケル・メイヤー                     | 受賞       |
| 2010 | ドラマ・デスク・アワード | 最優秀編曲賞                           | トム・キット                           | ノミネート |
| 2010 | トニー賞                 | ミュージカル作品賞                     | ミュージカル作品賞                     | ノミネート |
| 2010 | トニー賞                 | ミュージカル装置デザイン賞             | クリスティン・ジョーンズ               | 受賞       |
| 2010 | トニー賞                 | ミュージカル照明デザイン賞             | ケヴィン・アダムス                     | 受賞       |
| 2011 | グラミー賞               | 最優秀ミュージカル・ショー・アルバム賞 | 最優秀ミュージカル・ショー・アルバム賞 | 受賞       |

## 映画化
2010年、トム・ハンクスと彼の映画製作会社プレイトーンは映画化の選択権を得た。2011年4月13日、ユニバーサル・ピクチャーズが最初の交渉を開始したと報じられた。ダスティン・ランス・ブラックがこの映画の脚本家に選ばれた。舞台版の演出のマイケル・メイヤーが映画版の監督をし、グリーン・デイ、パット・マグナレラ、プレイトーン、舞台版プロデューサーのトム・ハルスがプロデューサーとなることとなった。マグナレラはグリーン・デイのマネージャーで、彼らのライブ・アルバム『ブレット・イン・ア・バイブル』、『Awesome as Fuck 』、ドキュメンタリー『Heart Like a Hand Grenade 』のプロデューサーも務めていた。『ローリング・ストーン』誌は映画でビリー・ジョー・アームストロングがセント・ジミー役を演じ、2013年に公開されると報じた。しかしアームストロングは自身のTwitterで「映画のセント・ジミー役を任されたことは全くない。はい。私は興味がある。そう、誰かがフライングしただけ。」と記した。他の出演者は発表されていない。

## 『ブロードウェイ・イディオット』
2013年1月23日、アームストロングがポップ・ロック界からミュージカル界へ進出した軌跡を追ったドキュメンタリーが製作されていると報じられた。『ブロードウェイ・イディオット』と題し、『CBSニュース』、『60 Minutes』、また『Nova 』、『Frontline 』、『American Masters 』などのPBSのドキュメンタリーで知られるベテランテレビジャーナリストのダグ・ハミルトン監督によりミュージカル製作の裏側が映し出された。1月30日、予告編が流れ、3月15日、South by Southwest Film Festival でプレミア上映される。